# Koszykówka na Letnich Igrzyskach Olimpijskich 1952
Turniej koszykówki rozgrywany był w dniach od 14 lipca do 2 sierpnia 1952 roku. Startowały 23 drużyny z 23 krajów.

## Medaliści
| Miejsce | Państwo | Zawodnicy |
| ------- | ------- | --- |
| 1       | USA     | Charles Hoag, William Hougland, Melvin Dean Kelley, Robert Kenney, Clyde Lovellette, Marcus Freiberger, Victor Wayne Glasgow, Frank McCabe, Daniel Pippin, Howard Williams, Ronald Bontemps, Robert Kurland, William Lienhand, John Keller      |
| 2       | ZSRR    | Wiktor Własow, Stepas Butautas, Joann Lõssov, Kazys Petkevičius, Nodar Dżordżikija, Anatolij Koniew, Otar Korkia, Ilmar Kullam, Jurij Ozierow, Aleksandr Moisiejew, Heino Kruus, Justinas Lagunavičius, Maigonis Valdmanis, Stanislovas Stonkus |
| 3       | Urugwaj | Martín Acosta y Lara, Enrique Baliño, Victorio Cieslinskas, Héctor Costa, Nelson Demarco, Héctor García, Roberto Lovera, Adesio Lombardo. Tabaré Borges, Sergio Matto, Wilfredo Peláez, Carlos Roselló                                          |